# Macrobiotus martini
Espèce
Macrobiotus martini est une espèce de tardigrades de la famille des Macrobiotidae.

## Distribution
Cette espèce est endémique des États-Unis. Elle se rencontre dans le parc national des Great Smoky Mountains en Caroline du Nord et au Tennessee.

## Publication originale
- Bartels, Pilato, Lisi & Nelson, 2009 : Macrobiotus (Eutardigrada, Macrobiotidae) from the Great Smoky Mountains National Park, Tennessee/North Carolina, USA (North America): two new species and six new records. Zootaxa, no 2022, p. 45–57.